# Lajos Kada
Lajos Kada (16 de novembro de 1924 - 26 de novembro de 2001) foi um prelado húngaro da Igreja Católica que passou a maior parte de sua carreira no serviço diplomático da Santa Sé, servindo também na Cúria Romana.

## Biografia
Lajos Kada nasceu em Budapeste, Hungria, em 16 de novembro de 1924. Foi ordenado sacerdote em 10 de outubro de 1948.
Para se preparar para a carreira diplomática, ingressou na Pontifícia Academia Eclesiástica em 1955. Ele foi o primeiro aluno húngaro da Academia.[carece de fontes?]
Ingressou no serviço diplomático da Santa Sé em 1957 e trabalhou nas missões diplomáticas no Paquistão, Escandinávia (com sede na Dinamarca), Alemanha (Bonn) e Argentina.[carece de fontes?]
Ele trabalhava no Pontifício Conselho Cor Unum quando, em 20 de junho de 1975, Papa Paulo VI o nomeou arcebispo titular de Thibica e Núncio Apostólico na Costa Rica.
Recebeu a consagração episcopal do Cardeal Jean-Marie Villot em 20 de julho de 1975.
Em 15 de outubro de 1980, Papa João Paulo II o nomeou Núncio Apostólico também em El Salvador.
Em 8 de abril de 1984, João Paulo II o transferiu para a Cúria Romana, nomeando-o Secretário do Dicastério para o Culto Divino e Disciplina dos Sacramentos.
Em 22 de agosto de 1991, o papa o reintegrou ao corpo diplomático, o nomeando Núncio Apostólico na Alemanha.
Em 22 de Setembro de 1995, o Papa João Paulo II o nomeou Núncio Apostólico em Espanha, ao qual acrescentou, em 8 de março de 1996, as responsabilidades de Núncio Apostólico em Andorra.
O seu mandato em Espanha foi marcado por disputas com o governo sobre a educação religiosa e as finanças da igreja; ele também deixou clara a sua hostilidade ao nacionalismo catalão.
Aposentou-se quando foi substituído como Núncio Apostólico na Espanha e Andorra em 1 de março de 2000.
Após anos lutando contra o câncer, Kada morreu em Budapeste em 26 de novembro de 2001.